# 梅汝璈
梅汝璈（1904年11月7日—1973年10月17日），字亚轩，江西南昌人，籍貫湖北黄梅。中國法學家、律師、政治人物，曾任遠東國際軍事法庭法官。其父梅曉春（譜名炳濚），湖北黄梅孔垄镇梅列村人，畢業於江西測繪學堂三角科，曾任江西都督府参謀部上校、省議會政治委员、陸軍測量總局副官等職。

## 生平
梅汝璈1924年畢業於清華學校，並考取公費赴美國留學。 1926年，在史丹佛大學獲文學士學位，在校期間被選入PBK學會。 1926年夏至1928年冬，在芝加哥大學法學院學習法律，獲法律博士學位。在此期間，梅汝璈曾與同學施滉、冀朝鼎等人響應中國國內的國民革命軍北伐。 
1929年春，梅汝璈歸國後，先後在山西大學、南開大學、武漢大學、復旦大學等校任教，還曾任國民政府內政部、立法院等政府機關的法律方面職務。

### 東京審判
第二次世界大戰結束後，梅汝璈奉國民政府派遣，於1946年到1948年代表中國出任遠東國際軍事法庭法官，參與審判日本戰爭罪犯。在兩年半開庭的過程中，梅汝璈在法官席位之爭、判決書起草及堅決死刑處罰等問題上維護中國立場。 

### 投向中共
1948年底，梅汝璈拒絕了中華民國政府任命的司法行政部部長之職，避居香港，他在香港同當時新華通訊社香港分社時任社長喬冠華取得聯繫。1949年3月，梅汝璈隨孫科內閣總辭，中華民國代總統李宗仁免其本職，並提名為第一屆司法院大法官。但因未隨中華民國政府遷臺，故未經監察院同意任命便遭到中華民國政府通緝，該提名也就未能獲得後續任命。
1949年底秘密到達北平，隨即出席中國人民外交學會成立大會，受政務院總理周恩來稱讚。此後，梅汝璈長期任中華人民共和國外交部顧問、專門委員兼條約委員會委員，並且歷任第一屆全國人民代表大會代表、法案委員會委員，第三、四屆全國政協委員，世界和平理事會理事，中國人民外交學會常務理事，中國政法學會理事等職務。

### 政治批鬥
1957年反右運動開始，梅汝璈受到迫害。文化大革命開始後，梅汝璈被強制要求在外交部內掃廁所，寫外調材料並被造反派抄家。
1973年10月17日，梅汝璈逝世，享壽68歲。1976年底，梅汝璈的家人遵其遺囑，將東京審判判決書中文原稿及其在東京審判時穿過的法袍，無償捐贈中國革命博物館（今中國國家博物館）。 

## 著作
- 《現代法學》
- 《最近法律學》
- 《法律哲學概論》
- 《中國人民走向憲治》（英文）
- 《中國戰時立法》（英文）

## 荣誉
- 三等景星勋章（1946年1月1日頒發[8]）